# Sophie Coldwell
Sophie Coldwell (Keyworth, 25 de febrero de 1995) es una deportista británica que compite en triatlón.
Ganó una medalla de plata en el Campeonato Mundial por Relevos Mixtos de 2022, una medalla de plata en el Campeonato Europeo de Triatlón de 2017 y una medalla de oro en el Campeonato Europeo de Triatlón de Velocidad de 2018.

## Palmarés internacional
| Campeonato Mundial por Relevos Mixtos | Campeonato Mundial por Relevos Mixtos | Campeonato Mundial por Relevos Mixtos | Campeonato Mundial por Relevos Mixtos |
| Año                                   | Lugar                                 | Medalla                               | Prueba                                |
| ------------------------------------- | ------------------------------------- | ------------------------------------- | ------------------------------------- |
| 2022                                  | Montreal (Canadá)                     | Medalla de plata                      | Relevo mixto                          |
| Campeonato Europeo                    |                                       |                                       |                                       |
| Año                                   | Lugar                                 | Medalla                               | Prueba                                |
| 2017                                  | Kitzbühel (Austria)                   | Medalla de plata                      | Individual                            |

| Campeonato Europeo | Campeonato Europeo | Campeonato Europeo | Campeonato Europeo |
| Año                | Lugar              | Medalla            | Prueba             |
| ------------------ | ------------------ | ------------------ | ------------------ |
| 2018               | Tartu (Estonia)    | Medalla de oro     | Individual         |